# امارت عجمان
عجمان (به عربی: عجمان)(به انگلیسی: Ajman) یکی از امارت‌های هفت‌گانهٔ امارات متحده عربی است.

## جغرافیا
امارت عجمان کوچک‌ترین امیرنشین امارات متحده عربی است که بین امارت شارجه و امارت ام‌القوین محصور شده و در ۵۱ ـ ۶۰ طول شرقی و در ۲۲ ـ ۲۶ درجه عرض شمالی از نصف‌النهار مبدأ واقع شده‌است. مساحت امارت عجمان در حدود ۲۵۹ کیلومتر مربع است و در حدود ۰/۳۳ درصد از خاک کشور امارات متحده عربی را در بر می‌گیرد. عجمان کوچک‌ترین امارت از امارات هفت‌گانهٔ امارات متحده عربی است. طول ساحل آن ۱۶ کیلومتر است. این امیرنشین دو قطعهٔ جدا و دور افتاده به نام‌های «مصفوت» و «منامه» دارد.

## محدودهٔ عَجمان
محدودهٔ امارت عجمان: از شمال خلیج فارس، از جنوب ام القیوین، رأس‌الخیمه، و از شمال وشمال غرب شارجه و بعد از ارجه دبی، از شرق به ذید و فجیره محدود می‌شود.

## وجه تسمیه
وجه تسمیه: عَجمان از آنجاست که در سده دهم هجری قمری شاخه‌ای از قبیله بزرگ «العجمان» از بادیه نجد در شبه‌جزیره عربستان به این منطقه مهاجرت کردند و قبیله العجمان از سلاله نشوان بن مرزوق بن علی بن هشام المرزوقی از بطن یام هستند. نام منطقه پس از ورود قبیله «العجمان» به این منطقه (عجمان) گذاشته شد. قبل از ورود قبیله العجمان، منطقه خالی از سکنه بوده‌است. شاخهٔ دیگری از همین قبیله (العجمان) به سر پرستی راشد بن نشوان به بر فارس رسیدند و در مغویه مستقر شدند ومدتها مناطق گسترده‌ای از شیبکوه  شیبکوه  رازیر نفوذ داشته‌اند. ازمشهورترین حکمرانان قبیله العجمان در بر فارس شیخ سلطان المرزوقی بود که آثار کاخ بزرگ او که به (قلعه شیخ سلطان) مشهور است در مغویه باقی است.
- روستای مصفوت  از توابع امارت عجمان است.

این روستا در حدود ۱۱۰ کیلومتر از امارت عجمان فاصله دارد و در وسط خاک سلطنت عمان قرار دارد، اما از طرف جنوب به روستای حتا متصل شده‌است که از توابع امارت دبی است و خود روستای حتا نیز در خاک عمان محصور شده‌است.
- روستای منامه  در شمال شرقی امارت عجمان واقع شده‌است و در حدود ۸۰ کیلومتر از امارت عجمان فاصله دارد، این روستا بین خاک راس‌الخیمه و خاک فجیره محصور شده‌است.
- حاکم امارت عجمان شیخ حمید بن راشد النعیمی ویکی از اعضاء هفت‌گانه مجلس ملی اتحادی است.

او یکی از نوه‌های قبیله العجمان است.

## مناطق گوناگون
- مصفوت
- منامه
- الحلیو
- مزیرع
- الحمیدیه
- النعیمیه
- الزهراء
- المویهات
- الجرف
- الصبیغه
- البستان
- الرمیلة
- النعیمیة
- الکرامة
- الراشدیة
- مشیرف
- السوان
- الصناعیة القدیمة
- الصناعیة الجدیدة

## کوه‌ها و دره‌ها
- جبل دفتا
- جبل لیشن
- جبل الأبیض

 دره‌های مفصوت عبارت‌انداز :
- وادی غلفا
- وادی الصوامر
- وادی مصفوت
- وادی الخنفریة
- وادی الضفدع
- وادی الصبیغة
- وادی الاشیخرة